# Franjo Špolar
Franjo Špolar, slovenski partizan, politični komisar, * 1913, Št. Peter pri Novem mestu, † ?.
Kot pripadnik 9. slovenske narodnoosvobodilne brigade je bil eden izmed odposlancev, ki so se udeležili Zbora odposlancev slovenskega naroda v Kočevju.